# قایم‌موشک (فیلم ۲۰۰۵)
قایم‌موشک (به انگلیسی: Hide and Seek) فیلمی آمریکایی محصول سال ۲۰۰۵ به کارگردانی جان پولسون با بازی رابرت دنیرو، داکوتا فانینگ، فامکه یانسن، الیزابت شو و ملیسا لیو است.

## داستان فیلم
دکتر دیوید کالاوی (رابرت دو نیرو)، که یک روان‌شناس است، درگیر بحران بزرگی در زندگی می‌شود:پس از یافتن پیکر بی جان همسرش در وان حمام، دخترش امیلی که شاهد این صحنه بوده، دچار شوک روانی و افسردگی می‌شود؛ بنابراین دکتر پس از ترخیص دخترش از بیمارستان روانی، به خانه‌ای در حومهٔ شهر نقل مکان می‌کند. مدتی بعد از ورود به خانهٔ جدید، امیلی مدعی می‌شود با فردی به نام چارلی آشنا شده که هیچ‌کس جز امیلی نمی‌تواند او را ببیند. سپس اتفاقات عجیبی در خانه رخ می‌دهد و امیلی معتقد است تمام آنها کار چارلی است که از پدر امیلی متنفر است. دکتر تلاش می‌کند این دوست خیالی را از ذهن امیلی بیرون کند.
دیوید زنی از همان منطقه به نام الیزابت (الیزابت شو) و دختر خواهرش، که حدوداً هم سن امیلی است، را ملاقات می‌کند. به این امید که یک دوستی جدید و سالم برای امیلی به وجود بیاورد. اما در نهایت امیلی به دیوید می‌گوید که هیچ دوست دیگری نمی‌خواهد.
علی‌رغم این مسئله، دیوید و الیزابت شروع به دوستی می‌کنند. اما امیلی از این مسئله راضی نیست. یک روز که الیزابت به خانه‌شان می‌آید تا با امیلی صمیمی شود، در هنگام قایم موشک بازی ناگهان کسی او را از پنجره به بیرون پرتاب می‌کند. دیوید می‌فهمد که این کارها حقیقتاً از توان جسمی امیلی بیرون است بنابراین به همسایه‌ها مشکوک می‌شود. اما حضور چارلی روز به روز در خانه بیشتر و نزدیکتر می‌شود در حالی که چندان غریبه هم نیست. دکتر باید چیزهایی را به خاطر بیاورد.

## پایان‌بندی‌های مختلف فیلم
این فیلم در مجموع پنج پایان متفاوت دارد. نسخه سینمایی آمریکا دارای پایان زیر بود:
در حالی که امیلی برای مدرسه آماده می‌شود و زندگی جدیدی با کاترین دارد، تصویری از خودش و کاترین می‌کشد که در آن هر دو خوشحال به نظر می‌رسند. اما وقتی دوربین به تصویر برمی‌گردد، مشخص می‌شود امیلی دو سر کشیده که نشان‌دهنده اختلال هویت تجزیه‌ای در اوست. این پایان به عنوان یک پایان جایگزین در دی‌وی‌دی‌هایی که پایان بین‌المللی را دارند نیز وجود دارد. چهار پایان دیگر در دی‌وی‌دی وجود دارند:
۱. نقاشی خوشحال:  
شبیه به پایان نسخه آمریکایی است، با این تفاوت که در نقاشی امیلی فقط یک سر وجود دارد که نشان می‌دهد او دچار اختلال هویت تجزیه‌ای نشده است.
۲. یک بازی نهایی: 
امیلی در اتاق خوابی در یک آپارتمان جدید نشان داده می‌شود و حرکات کاترین شبیه به مادرش در ابتدای فیلم است. او عشقش را به امیلی ابراز می‌کند و می‌خواهد اتاق را ترک کند. امیلی از کاترین می‌خواهد در را باز بگذارد، اما کاترین اصرار دارد که نمی‌تواند این کار را انجام دهد. وقتی در بسته می‌شود، پنجره‌ای حفاظت‌شده روی در مشخص می‌شود. در صحنه بعد، کاترین در را از بیرون قفل می‌کند و مشخص می‌شود این اتاق خواب در واقع بخش روانی بیمارستان کودکان است. امیلی از تخت بلند می‌شود و بازی قایم‌باشک می‌کند. او به کمد نزدیک می‌شود، آن را باز می‌کند و به تصویر خودش در آینه لبخند می‌زند.
۳. سرنوشت امیلی (پایان بین‌المللی):  
مشابه پایان بخش روانی است، اما بدون صحنه شمارش معکوس قایم‌باشک. این پایان در نسخه سینمایی بین‌المللی نمایش داده شد.
۴. زندگی با کاترین: 
پایانی مشابه بخش روانی، اما در این پایان امیلی در بیمارستان نیست، بلکه در خانه جدیدش است. پس از بسته شدن در توسط کاترین، امیلی از تخت بلند می‌شود تا با تصویر خودش در آینه قایم‌باشک بازی کند.
در منوی اصلی دی‌وی‌دی، امکان انتخاب و تماشای فیلم با هر یک از این پنج پایان وجود دارد.